# 江陵县
江陵县，舊稱江陵區，位于湖北省中南部，江汉平原腹地、荆江河段北岸。东西距53.5公里，南北距36.2公里，面积1032平方公里，总人口40.5万人。「江陵」因原江陵县而得名，全县版图呈马鞍形。县人民政府郝穴鎮江陵大道128號。

## 历史沿革
1994年，经国务院批准撤销荆州地区、沙市市及江陵县，设立荆沙市（1996年12月更名为荆州市）及荆州区、沙市区和江陵区，原江陵县一分为三。江陵区轄原江陵縣滩桥镇以東南廣大墟區，区人民政府驻郝穴镇。1998年7月，江陵撤区置县，縣城仍爲郝穴。

## 经济
2010年全县完成地区生产总值34.35亿元，全县人均地区生产总值10364.1元，产业结构为44:23:33。

## 行政区划
江陵县下辖7个镇、2个乡：
资市镇、滩桥镇、熊河镇、白马寺镇、沙岗镇、普济镇、郝穴镇、马家寨乡、秦市乡、江北监狱、三湖管理区和六合垸管理区。

## 人口
荆州市第七次全国人口普查公报显示：江陵县常住人口为278192人，男性人口占比51.12%，女性人口占比48.88%，年龄结构中0-14岁占比14.38%，15-59岁占比61.15%，60岁以上占比24.48%，65岁以上占比17.24%。
2010年全县年末总户数11.94万户，总人口40.5万人，其中常住人口33.1万人，乡村人口27.9万人（含丹江口移民2749人），城镇人口12.6万人，新出生人口3766人，死亡人口1823人。

## 自然地理
位于东经112 °12′52″至112°44′22″，北纬29°54′36″至30°16′45″。
- 属北亚热带季风湿润气候区；
- 年平均气温16℃～16.4℃，极端值最热39.2℃，最冷-19℃；
- 无霜期246天～262天；年平均降雨量900～1100毫米。

## 历史遗迹
- 镇安寺铁牛建于清咸丰九年(公元1859年)，是中华第一堤的标志，是人民群众战胜洪水的象征。建国后，周恩来、李鹏、江泽民、朱镕基、李瑞环、温家宝等党和国家领导人都曾到此视察，指导抗洪。
- 沙岗红军街原名沙岗老街，全长0.6公里,1928年至1932年的五年间，先后有中共湘鄂西省委、省苏维埃、江陵县苏维埃及10多处红军工作机构设在红军街。贺龙、段德昌、周逸群、柳直荀等共产党人曾在此战斗。“沙岗年关暴动”是湘鄂西暴动的开始，创建了白鹭湖游击大队和中国工农红军第六军。

镇安寺铁牛